# Чепмен, Марк
Марк Дэ́вид Че́пмен (англ. Mark David Chapman; род. 10 мая 1955, Форт-Уэрт, Техас, США) — американский преступник, убийца Джона Леннона, основателя и участника рок-группы The Beatles. По мнению судебных психиатров, у Чепмена имелось психическое расстройство, но он был вменяем и, совершая преступление, отдавал себе отчет в том, что делает. Главным мотивом преступления, по признанию самого Чепмена и мнению психологов, стало желание прославиться. За совершённое преступление Чепмен в 1981 году был приговорён к пожизненному заключению и с тех пор находится в местах лишения свободы, несмотря на многочисленные прошения об условно-досрочном освобождении.

## Биография
Марк Дэвид Чепмен родился в 1955 году в штате Техас в семье сержанта американских ВВС Дэвида Кёртиса Чепмена и медсестры Дайан Элизабет Пиз. В возрасте десяти лет стал заядлым битломаном, затем играл на гитаре в школьной рок-группе и все школьные годы собирал пластинки The Beatles. Его комната была обклеена плакатами с изображением The Beatles. В подражание им он отрастил длинные волосы и одевался как The Beatles. На момент распада The Beatles Чепмену было 15 лет; через год он уехал из Атланты, где жил и учился, в Лос-Анджелес. По словам Чепмена, однажды на пляже в Лос-Анджелесе его знакомые обыскали его бумажник, видимо, надеясь украсть деньги, и от этого Чепмен почувствовал очень сильное унижение, которое перевернуло всю его жизнь и заставило обратиться к религии. Через некоторое время Чепмен вернулся в Атланту, чтобы продолжить обучение в школе. Он вступил в «Ассоциацию молодых христиан» (YMCA) и стал её активистом, изменил свой внешний вид — теперь он носил короткую аккуратную стрижку, белую рубашку и строгий чёрный галстук; во время школьных перемен внимательно изучал Священное Писание. Также в свободное время он ходил по школе и предлагал всем купить пластинки из своей «битловской» коллекции.
В 1970 году стал последователем религиозного движения «Возрождение». Когда узнал о реплике Леннона «Мы [Битлз] более популярны, чем Иисус», был очень возмущен, называл это богохульством. Позже он заявил, что его ещё больше разозлили песни Леннона «God» и «Imagine». Он даже утверждал в своих показаниях, что любил петь последнюю с изменённым текстом: «Imagine John Lennon dead» (с англ. — «Представьте, что Джон Леннон мёртв») или «Imagine there’s no John Lennon» (с англ. — «Представьте, что Джона Леннона нет»).
После школы Чепмен устроился в организацию World Vision International, где занимался помощью детям вьетнамских беженцев, что, по его словам, было самым счастливым временем в его жизни. По признанию его коллег и руководителей, Чепмен отлично зарекомендовал себя, был ответственным и исполнительным, хорошо ладил с детьми и быстро завоёвывал их уважение. Отмечалось однако, что Чепмену было свойственно необычайно сильное желание угодить начальству и коллегам, что предположительно было вызвано его крайне низкой самооценкой.
Затем Марк Чепмен поступил в Пресвитерианский колледж искусств в Джорджии. У него возник роман с девушкой, но от этого факта у Чепмена возникло навязчивое чувство вины, поскольку церковь не одобряла добрачных отношений. Чепмен впал в глубокую депрессию. Он бросил колледж после первого семестра и вскоре расстался с девушкой. Он устроился на работу обратно в World Vision International, но вскоре был вынужден уволиться оттуда из-за ссоры, что ещё усугубило его депрессию. Некоторое время он работал охранником. В 1977 году Чепмен приехал на Гавайи, где совершил неудачную попытку самоубийства, пытаясь задохнуться угарным газом. По своим словам, он мечтал закончить жизнь в красивом месте. В психиатрической клинике на Гавайах, куда его поместили, он быстро стал любимцем персонала и пациентов. После выписки его взяли работать в клинику в хозяйственную часть. На Гавайи к сыну после развода переехала мать Чепмена. 2 июня 1979 года Чепмен женился, жена — Глория Хироко Абэ, сотрудница туристического агентства, устроила ему кругосветное путешествие, в ходе которого он посетил множество стран Азии, а также Францию, Англию, Ирландию.
Последние годы перед покушением на Джона Леннона Чепмен вместе с Глорией жил на острове Оаху, штат Гавайи. В декабре 1979 года он устроился на работу охранником в кооперативном доме «Вайкики» в центре Гонолулу. В последний день работы в «Вайкики» (23 октября 1980 года) Чепмен расписался в рабочем журнале не своим именем, а именем «Джон Леннон». Уволившись из «Вайкики», Чепмен отправился на континент.

## События перед убийством
В конце октября 1980 года Чепмен в первый раз прилетел в Нью-Йорк, намереваясь убить Леннона. Ради этой поездки он продал литографию Нормана Роквелла «Тройной автопортрет» и купил у своего друга пистолет, но убийство совершить не удалось, поскольку ему нужны были патроны, которые нельзя было легально купить в Нью-Йорке, и 5 ноября он улетел в свой родной город Атланту за патронами. Через несколько дней он вернулся в Нью-Йорк с пистолетом и патронами, но, под впечатлением от фильма «Обыкновенные люди» передумал совершать покушение на Леннона и в середине ноября возвратился на Гавайи. Чепмен рассказал о своих планах жене, и она попросила его обратиться за лечением, после чего Марк даже назначил встречу с психиатром. Однако в конце концов он убедил её, что избавился от оружия и передумал совершать убийство, а уезжает для того, чтобы написать детскую книжку. 6 декабря, за два дня до покушения, он вернулся в Нью-Йорк.

## Убийство Джона Леннона
8 декабря 1980 года Марк Дэвид Чепмен застрелил Джона Леннона около его дома на Манхэттене (Нью-Йорк). Большую часть этого дня Чепмен провёл у дома Леннона, и, когда около 16 часов Леннон отправился в студию звукозаписи, попросил его оставить автограф на альбоме Double Fantasy, что тот и сделал. В этот момент фотограф Пол Гореш сделал снимок Леннона и Чепмена; эта фотография стала предпоследней прижизненной фотографией Леннона. Гореш пообещал сделать копию фотографии для Чепмена, и тот остался у «Дакоты» под предлогом ожидания снимка. Экземпляр альбома Double Fantasy, который Джон Леннон подписал Чепмену, был продан с аукциона в марте 2011 года за 530 тыс. фунтов.
В 22:50, когда Джон Леннон и Йоко Оно возвращались из студии, Леннон узнал Чепмена и кивнул ему. Чепмен дал Леннону пройти мимо себя, затем окликнул его и выстрелил в него пять раз со спины с близкого расстояния (в Леннона попали четыре пули). Затем Чепмен снял куртку, чтобы показать, что у него больше нет оружия, уселся на асфальт под фонарём и стал читать книгу американского писателя Дж. Д. Сэлинджера «Над пропастью во ржи». Леннон скончался по дороге в больницу от кровопотери; его смерть была констатирована, по разным данным, в 23:07 или 23:15. Чепмен не пытался скрыться с места преступления и не оказывал сопротивления при задержании. Он сказал, что его ужасно напугали проклятия полицейского, тащившего в машину умирающего Леннона.
В полицейской машине Чепмен извинился перед полицейскими за то, что «испортил им вечер», что их немало удивило. Также в машине он сказал, что в нём боролись два человека: большой и маленький, и маленький взял верх. В участке Чепмен заявил: «Я уверен, что большая часть меня — это Холден Колфилд — главный герой книги [„Над пропастью во ржи“], а маленькая часть меня — это, должно быть, дьявол». («I’m sure the big part of me is Holden Caulfield, who is the main person in the book. The small part of me must be the Devil.») Позднее Чепмен направил в газету The New York Times письмо с призывом ко всем прочитать книгу «Над пропастью во ржи», называя книгу «экстраординарной» и «содержащей многие ответы».
На всем протяжении заключения до суда Чепмен и его адвокаты получали угрозы расправы от взбешенных поклонников Джона Леннона. Первый адвокат вынужден был отстраниться от дела по этой причине.

## Суд и приговор
Психиатры от защиты, осмотревшие Чепмена, пришли к заключению, что тот страдает параноидной шизофренией. Основываясь на подписи «Джон Леннон», оставленной Чепменом в рабочем журнале перед увольнением, адвокат попытался представить дело так, будто Чепмен, страдая шизофренией, считал себя Джоном Ленноном, а настоящего Леннона считал самозванцем, за что и убил. Эта версия не соответствовала действительности и была опровергнута самим Чепменом, заявившим, что он никогда не считал себя Джоном Ленноном. Целью убийства Чепмен называл привлечение внимания к себе и к книге «Над пропастью во ржи», желание самоутвердиться и остаться в истории. Он также заявил, что ранее уже приезжал в Нью-Йорк для убийства Леннона, однако не выполнил своего намерения в тот раз.
Назначенные судом психиатры-эксперты пришли к заключению, что у Чепмена присутствует бредовое расстройство, но он вменяем, он осознавал, что делает, и осознавал, что это плохо, поэтому он может предстать перед судом. Посетивший Чепмена священник заявил, что тот находится во власти дьявола.
Чепмен ещё имел возможность быть признанным невменяемым, когда он заявил, что Бог приказал ему признать себя виновным. Он отклонил возможность признания себя невменяемым и заявил о решении предстать перед судом. Адвокат отговаривал Чепмена от этого шага и заявлял, что его признание вины не может быть признано законным, поскольку совершено больным человеком, тем не менее 24 августа 1981 года судья Деннис Эдвардс утвердил признание Чепмена и приговорил его к пожизненному заключению с правом досрочного выхода на свободу не ранее чем через 20 лет, а также постановил, что Чепмен должен пройти курс лечения у психиатра.
Чепмен отбывал наказание в тюрьме максимального (строгого) режима «Аттика» в одноименном городе (штат Нью-Йорк). В 2012 году его перевели в тюрьму строгого режима — «Уэнд», расположенную в округе Эри (Нью-Йорк). В марте 2022 года его перевели в тюрьму строгого режима «Грин Хэвен» в Нью-Йорке.

## Мотивы преступления
В 1985 году Марк Чепмен дал большое — более 100 часов — интервью, послужившее основой для документального фильма «Я убил Джона Леннона» (I Killed John Lennon, Великобритания, 2005). В интервью он заявил, что раскаивается, говорил о своей глубокой приверженности религии, а также в целом подтвердил мотивы, озвученные им перед судом. Он рассказал, что когда-то давно Джон Леннон был его кумиром, но потом он в нём разочаровался. Спустя несколько лет Чепмен прочёл книгу «Над пропастью во ржи», которая совершенно его захватила, и он стал идентифицировать себя с главным героем книги — юным бунтарем, борющимся против фальши взрослого мира. Затем Чепмен прочёл ещё одну книгу — на этот раз о Джоне Ленноне, в которой описывалось, как Леннон — один из лидеров движения хиппи, призывавший в песнях к миру без собственности — ведёт образ жизни миллионера, владеет сразу пятью роскошными квартирами в «Дакоте», четырьмя фермами, яхтой, загородной виллой и т. д. После этого Марку Чепмену показалось, что Леннон — и есть олицетворение лжи, с которой нужно бороться. По мере того, как нарастала одержимость Чепмена книгой «Над пропастью во ржи» и её главным героем, он пришёл к решению убить Джона Леннона. Также Чепмен признался, что завидовал славе Джона Леннона, и, убив его, желал стать кумиром молодёжи и живым символом борьбы с фальшью и притворством взрослого мира, и присвоить себе таким образом славу Джона Леннона. Помимо Джона Леннона, он рассматривал возможность убийства и других известных людей.
Психологи, изучившие интервью и факты жизни Чепмена, пришли к выводу, что Чепмен всю жизнь страдал крайней степенью нарциссизма, парадоксально сочетавшейся с очень низкой самооценкой. Внутренне Чепмен всегда ощущал своё превосходство над окружающими, жаждал славы, обожания и поклонения, и, сталкиваясь с жизненными унижениями и отсутствием к себе особого отношения, очень страдал от этого, впадал в депрессию, в нём накапливались раздражение и скрытая агрессия. В конце концов ему, видимо, стало невыносимо больше отсутствие внимания к своей персоне, и он захотел заполучить его любой ценой. Патологическое желание славы наслоилось в Чепмене на полное пренебрежение к чувствам и жизням других людей (несмотря на видимую религиозность), что и привело к ужасному преступлению. По мнению психологов, несмотря на кажущееся раскаяние Чепмена, — его нарциссизм, эгоизм и бесчувственность сохранялись на момент его интервью, и его выход на свободу по-прежнему представлял бы угрозу для общества.

## Прошения о помиловании
В 2000 году, по истечении двадцати лет с момента вынесения приговора, Марк Дэвид Чепмен получил право подавать прошение о досрочном освобождении; в случае отказа следующее прошение может быть подано только через 2 года. Раз в два года, начиная с двухтысячного, в августе Чепмен подаёт очередное прошение; всего их было подано 11 (последнее в сентябре 2022 года), каждое из которых было отклонено. Сам факт подачи Чепменом прошений о помиловании вызвал[когда?] негативную общественную реакцию.
Йоко Оно перед рассмотрением первого прошения в октябре 2000 года направила письмо в комиссию по условно-досрочному освобождению штата Нью-Йорк. Называя Чепмена «субъектом», Йоко, в частности, говорила, что не будет чувствовать себя в безопасности, если он будет освобождён, и что освобождение Чепмена было бы несправедливым по отношению к Джону Леннону, который не заслуживал смерти; кроме того, освобождение Чепмена может привести к насилию в отношении него самого. 3 октября 2000 года комиссия рассмотрела и отклонила первое прошение Чепмена, в котором он утверждал, что справился со своими психологическими проблемами и больше не представляет опасности для общества. В решении комиссии, в частности, отмечалось, что Чепмен по-прежнему заинтересован в поддержании своей известности, что и являлось мотивом убийства.

Кроме того, комиссия твёрдо убеждена, что ваше условно-досрочное освобождение в данный момент умалило бы серьёзность преступления и послужило бы к подрыву уважения к закону.Оригинальный текст (англ.)Additionally, this panel strongly believes that your release to parole supervision at this time would deprecate the seriousness of the crime and serve to undermine respect for the law.

Юрист Роберт Гэнджи, член Исправительной ассоциации штата Нью-Йорк, высказал мнение, что Чепмен, скорее всего, никогда не будет помилован, так как освобождение убийцы Джона Леннона может вызвать политический резонанс.
При отклонении прошения об освобождении в августе 2018 года комиссия признала, что риск совершения Чепменом нового преступления невысок и что с 1994 года он не нарушал правил тюремного распорядка. Тем не менее его хорошее поведение не перевешивает тяжести преступления. «По общему признанию, вы тщательно спланировали и совершили убийство всемирно известного человека только для того, чтобы получить известность… вы продемонстрировали бессердечное пренебрежение к святости человеческой жизни и страданиям других». Следующее прошение об условно-досрочном освобождении Чепмен сможет подать не ранее августа 2024 года. В начале марта 2024 года Чэпмен предстал перед комиссией по условно-досрочному освобождению и вновь ему было отказано.

## Фильмы
- О Марке Чепмене и его жизни в последние дни перед совершением убийства Джона Леннона сняты художественные фильмы «Убийство Джона Леннона» и «Глава 27».
- Интервью с Марком Чепменом в тюремной камере показано в документальном фильме «Джон Леннон: Несущий весть» («John Lennon: The Messenger»), вышедшем в 2002 году.